# Западний (Алапаєвський міський округ)
За́падний (рос. Западный) — селище у складі Алапаєвського міського округу (Алапаєвськ) Свердловської області.
Населення — 1159 осіб (2010, 1216 у 2002).
Національний склад населення станом на 2002 рік: росіяни — 97 %.